# Janq'u Quta (El Alto)
Janq'u Quta (aymara janq'u vit, quta sjö, också Jankho Kkota) är en sjö i Bolivia.   Den ligger i departementet La Paz, i den centrala delen av landet, 400 km nordväst om huvudstaden Sucre. Janq'u Quta ligger 4 664 meter över havet.